# Canottaggio ai Giochi della XXXII Olimpiade - 4 di coppia maschile
Il 4 di coppia maschile dei Giochi della XXX Olimpiade si è svolta tra il 23 e il 28 luglio 2021. Hanno partecipato 10 equipaggi.
La gara è stata vinta dall'equipaggio dei Paesi Bassi composto dagli atleti Dirk Uittenbogaard, Abe Wiersma, Tone Wieten e Koen Metsemakers. 

## Formato
Nel primo turno, i primi due equipaggi di ogni batteria hanno avuto accesso alla finale, mentre gli altri si sono affrontati in un ripescaggio che qualifica altri due equipaggi. I quattro equipaggi eliminati al ripescaggio si sono affrontati in una finale B per i piazzamenti.

## Programma
| Data           | Ora (UTC+9) | Turno      |
| -------------- | ----------- | ---------- |
| 23 luglio 2021 | 11:30       | Batterie   |
| 25 luglio 2021 | 10:40       | Ripescaggi |
| 28 luglio 2021 | 08:50       | Finale B   |
| 28 luglio 2021 | 10:30       | Finale A   |

## Risultati

### Batterie
| Pos. | Atleti                                      | Nazione       | Tempo   | Note |
| ---- | ------------------------------------------- | ------------- | ------- | ---- |
| 1    | Uittenbogaard, Wiersma, Wieten, Metsemakers | Paesi Bassi   | 5:39.80 | FA   |
| 2    | Cleary, Antill, Girdlestone, Letcher        | Australia     | 5:41.54 | FA   |
| 3    | Leask, Groom, Brras, Beaumont               | Gran Bretagna | 5:42.01 | R    |
| 4    | Yi, Zang, Liu, Zhang                        | Cina          | 5:43.44 | R    |
| 5    | Kelmelis, Dziaugys, Nemeravicius, Jancionis | Lituania      | 6:03.07 | R    |

| Pos. | Atleti                             | Nazione  | Tempo   | Note |
| ---- | ---------------------------------- | -------- | ------- | ---- |
| 1    | Czaja, Chabel, Posnik, Baranski    | Polonia  | 5:39.25 | FA   |
| 2    | Venier, Panizza, Rambaldi, Gentili | Italia   | 5:39.28 | FA   |
| 3    | Udam, Raja, Endrekson, Taimsoo     | Estonia  | 5:47.12 | R    |
| 4    | Helseth, Tufte, Helvig, Solbakken  | Norvegia | 5:49.02 | R    |
| 5    | Naske, Schulze, Gruhne, Appel      | Germania | 5:50.11 | R    |

### Ripescaggio
| Pos. | Atleti                                      | Nazione       | Tempo   | Note |
| ---- | ------------------------------------------- | ------------- | ------- | ---- |
| 1    | Leask, Groom, Brras, Beaumont               | Gran Bretagna | 5:55.91 | FA   |
| 2    | Udam, Raja, Endrekson, Taimsoo              | Estonia       | 5:56.52 | FA   |
| 3    | Yi, Zang, Liu, Zhang                        | Cina          | 5:56.86 | FB   |
| 4    | Helseth, Tufte, Helvig, Solbakken           | Norvegia      | 6:02.85 | FB   |
| 5    | Naske, Schulze, Gruhne, Appel               | Germania      | 6:02.86 | FB   |
| 6    | Kelmelis, Dziaugys, Nemeravicius, Jancionis | Lituania      | 6:14.73 | FB   |

### Finali
| Pos. | Atleti                                      | Nazione  | Tempo   | Note |
| ---- | ------------------------------------------- | -------- | ------- | ---- |
| 7    | Yi, Zang, Liu, Zhang                        | Cina     | 5:46.07 |      |
| 8    | Naske, Schulze, Gruhne, Appel               | Germania | 5:46.78 |      |
| 9    | Helseth, Tufte, Helvig, Solbakken           | Norvegia | 5:47.34 |      |
| 10   | Kelmelis, Dziaugys, Nemeravicius, Jancionis | Lituania | 5:51.64 |      |

| Pos. | Atleti                                      | Nazione       | Tempo   | Note |
| ---- | ------------------------------------------- | ------------- | ------- | ---- |
|      | Uittenbogaard, Wiersma, Wieten, Metsemakers | Paesi Bassi   | 5:32.03 |      |
|      | Leask, Groom, Brras, Beaumont               | Gran Bretagna | 5:33.75 |      |
|      | Cleary, Antill, Girdlestone, Letcher        | Australia     | 5:33.97 |      |
| 4    | Czaja, Chabel, Posnik, Baranski             | Polonia       | 5:34.27 |      |
| 5    | Venier, Panizza, Rambaldi, Gentili          | Italia        | 5:37.29 |      |
| 6    | Udam, Raja, Endrekson, Taimsoo              | Estonia       | 5:38.28 |      |